# João en het mes
João en het mes (Portugees: João e a Faca) is een Nederlands-Braziliaanse dramafilm uit 1972 onder regie van George Sluizer.

## Verhaal
De oude, Braziliaanse weduwnaar João trouwt met een jonge vrouw. Hij is erg bezitterig en brengt haar daarom naar een afgelegen boerderij. Toch laat hij zijn jonge vrouw vier jaar lang alleen, omdat hij geld wil verdienen als rubbertapper in het oerwoud. Wanneer hij terugkeert, is zijn vrouw weer bij haar moeder gaan wonen. Bovendien heeft ze intussen een kind. João koopt een mes en neemt zijn vrouw mee op een bootreis.

## Rolverdeling
| Acteur               | Personage |
| -------------------- | --------- |
| Joffre Soares        | João      |
| Ana Maria Miranda    | Maria     |
| Joao-Augusto Azevedo | Rechter   |
| Douglas Santos       | Zeferino  |
| João Batista         | Deodato   |
| Áurea Campos         | Dona Ana  |